# وارد شیکاهر
وارد تومایی شیکاهر (ارمنی: Վարդ Թովմայի Շիկահեր؛  زادهٔ ۲۶ دسامبر ۱۹۲۶ - درگذشته ۱۶ ژوئیهٔ ۲۰۲۰)، نویسنده، کارشناس آموزش و پرورش و قلب‌شناس ارمنی‌تبار اهل ترکیه بود.

## زندگی‌نامه
وی در ۲۶ دسامبر ۱۹۲۶ در استانبول به دنیا آمد و از دانشگاه استانبول فارغ‌التحصیل گشت. وی همچنین برنده جوایزی همچون مدال موسس خورناتسی و نشان ساهاک مقدس-مسروپ مقدس شد. وی در ۱۶ ژوئیهٔ ۲۰۲۰ در سن ۹۳ سالگی در استانبول درگذشت.

## یادداشت
1. ↑  Սուրբ Սահակ-Սուրբ Մեսրոպ շքանշան